# 左海公园
左海公园位于福州市鼓楼区铜盘路29号，由洪山镇农民于1990年兴建，公园东邻西湖，在西、北南面各设有一个出入口，北门入口处广场设有象征五大洲的五组雕塑像，另建有中国长城模型、西游记艺术宫、日本园等。全园占地面积51.11公顷。
左海公园于2008年1月1日起免费开放。
左海公园至金牛山的城市森林步道称为福州城市步道（简称福道），是中国首条钢架悬空步道、中国最长的空中森林步道，全线总长19公里。该步道荣获2017年“国际建筑大奖”，成为了当年中国唯一入选的建筑。